# Endurance Island
Endurance Island ist eine mit Tussock bewachsene Insel im Archipel Südgeorgiens im Südatlantik. Sie liegt im Zentrum des Hauge Reef und beherbergt Brutkolonien des Riesensturmvogels.
Das UK Antarctic Place-Names Committee benannte sie 2009. Namensgeber ist die Endurance, die im April 1982 im Falklandkrieg bei der Rückeroberung Südgeorgiens nach der Invasion durch die Streitkräfte Argentiniens im Einsatz war.